# هربرت گینتیس
هربرت گینتیس (انگلیسی: Herbert Gintis؛ زادهٔ ۱۱ فوریهٔ ۱۹۴۰) اقتصاددان، و استاد دانشگاه اهل ایالات متحده آمریکا است.